# Cochlioda
Cochlioda, abbreviated Cda. in the horticultural trade, là một chi lans. It consists of more than 10 species, bản địa của Peru, Ecuador và Bolivia.

## Hình ảnh

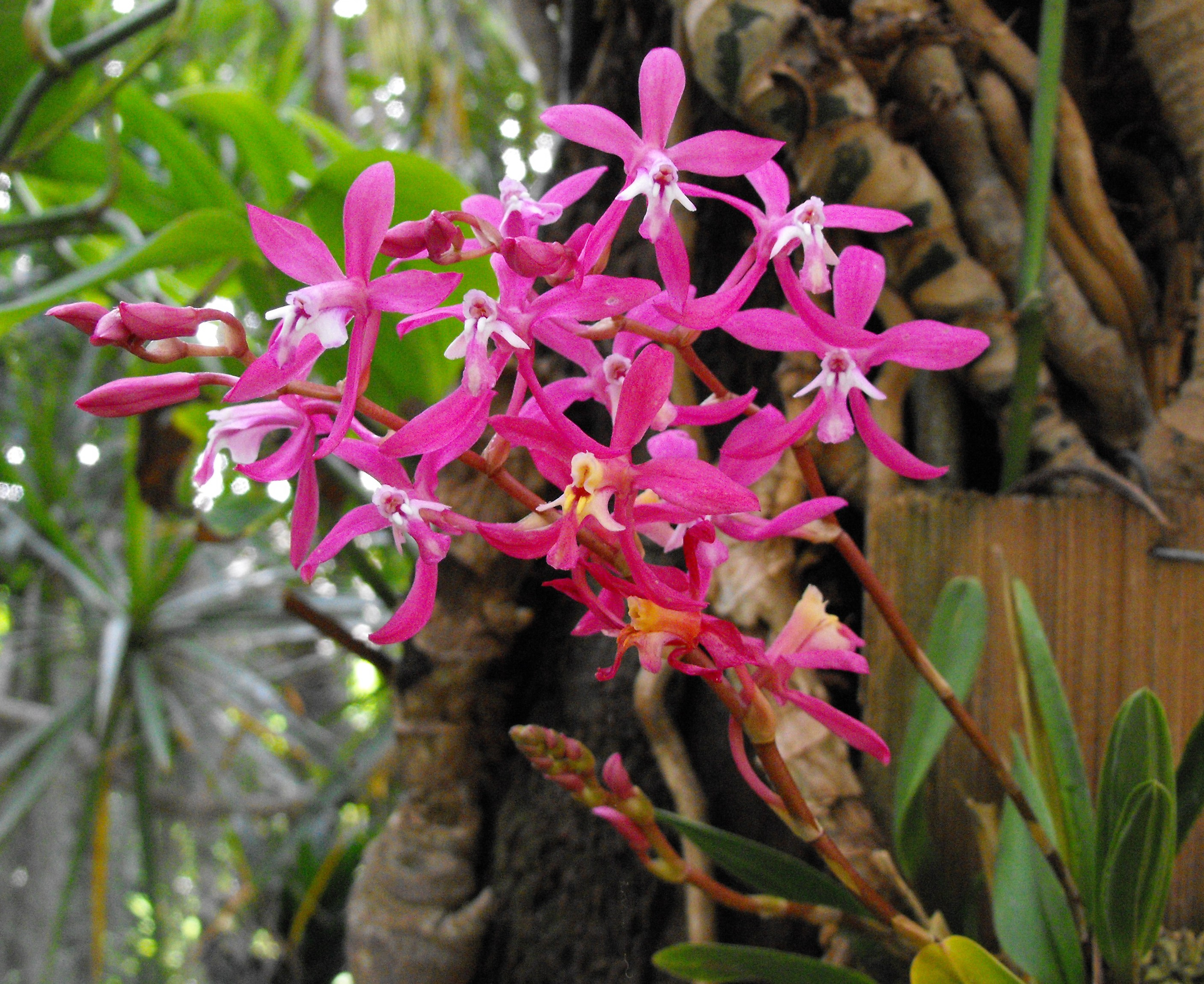
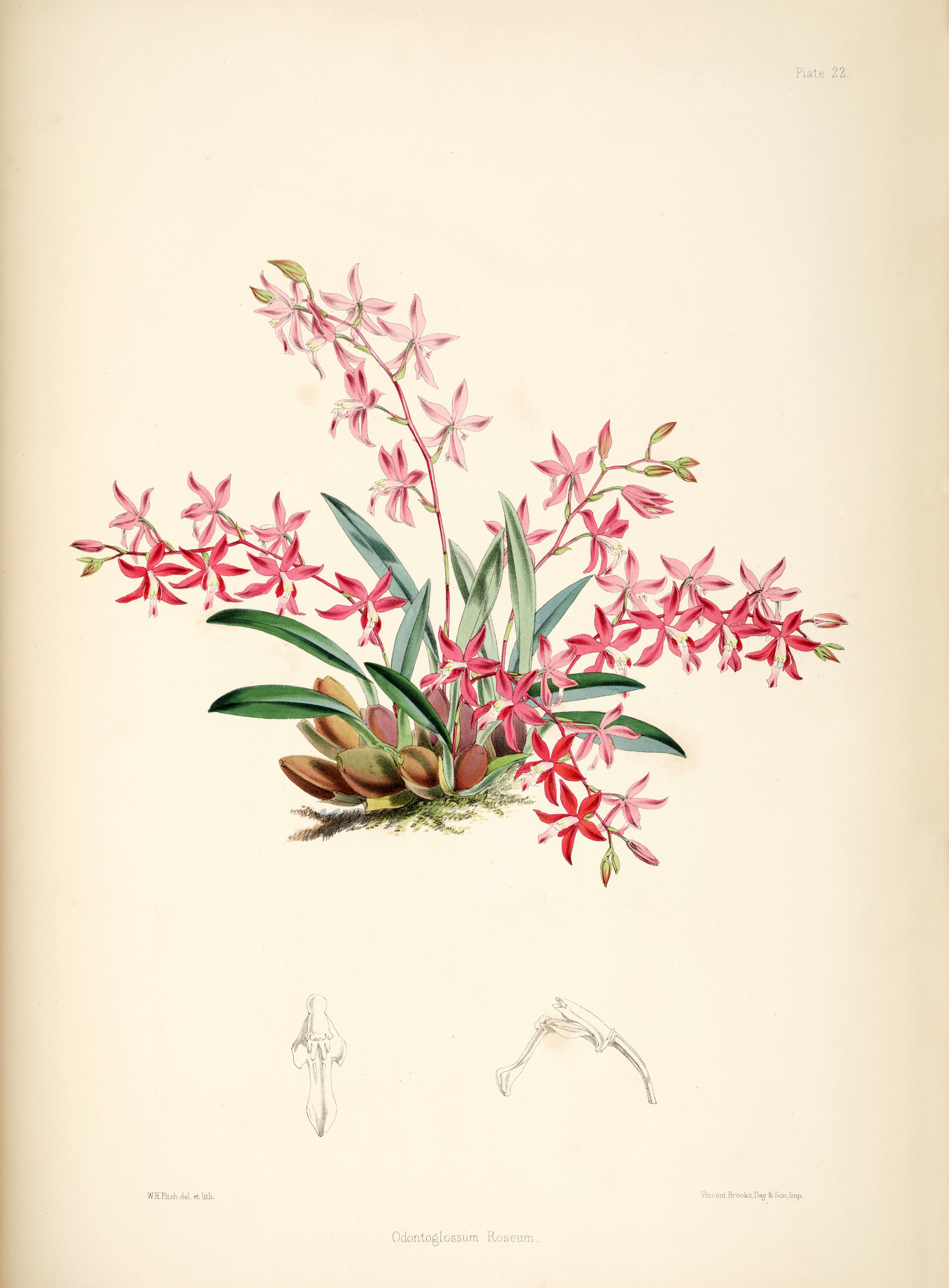

## Danh sách các loài
- Cochlioda beyrodtiana
- Cochlioda brasiliensis
- Cochlioda chasei
- Cochlioda densiflora
- Cochlioda densiflora
- Cochlioda floryi
- Cochlioda mixtura
- Cochlioda noezliana
- Cochlioda rosea
- Cochlioda sanguinea
- Cochlioda stricta
- Cochlioda vulcanica
- Cochlioda weberbaueriana